# Salix triandroides
Salix triandroides — вид квіткових рослин із родини вербових (Salicaceae).

## Морфологічна характеристика
Це дерево чи кущ до 5 метрів заввишки; кора жовтувато-сіра або коричнево-сіра, гладка. Гілочки взимку буро-запушені, навесні голі. Листки на ніжках 2–3 мм; листкова пластинка ланцетоподібна, рідше подовжено-яйцювата чи видовжено-зворотно-яйцювата, 3–5(12) × 1–1.5(2.2) см, гола, абаксіально зеленувата, адаксіально тьмяно-зелена, край залозисто-пилчастий, верхівка коротко загострена до хвостато-загостреної. Чоловіча сережка 2–2.5(3) см. Чоловіча квітка: тичинок 3, з довгими волосками біля основи. Жіноча сережка 2.5–3 см, 3–3.5 см у плоді. Жіноча квітка: зав'язь конічно-яйцеподібна, ≈ 5 мм, гола.

## Середовище проживання
Ендемік Сичуаню.